# Kotri
Kotri és una ciutat i municipi del Pakistan a la província de Sind, capital de la taluka de Kotri a 25° 13′ N, 68° 13′ E / 25.22°N,68.22°E a la riba dreta de l'Indus. La seva població en diverses dates era i és:
- 1881: incloent els llogarets de Khanpur i Miani Multani: 8922
- 1901: 7.617
- 1998: 61.130
- 1909: 80.681 (estimació)

Antigament afectada per inundacions del torrent Baran, al segle xix es va construir una resclosa que la va protegir. Fou antigament seu d'una flotilla de repartiment de paquets, l'Indus Flotilla.
El 1839 els britànics la van fer servir com a campament de la divisió de Bombai que va anar a l'Afganistan. La municipalitat es va establir el 1854.